# Žučna so sulfotransferaza
žučna so sulfotransferaza (EC 2.8.2.14, BAST I, žučna kiselina:3'-fosfoadenozin-5'-fosfosulfat sulfotransferaza, žučna so:3'fosfoadenozin-5'-fosfosulfat:sulfotransferaza, žučno kiselinska sulfotransferaza I, glikolithoholatna sulfotransferaza) je enzim sa sistematskim imenom 3'-fosfoadenilil-sulfat:glikolitoholat sulfotransferaza. Ovaj enzim katalizuje sledeću hemijsku reakciju
(1) 3'-fosfoadenilil sulfat + glikolithoholat {\displaystyle \rightleftharpoons } adenozin 3',5'-bisfosfat + glikolithoholat 3-sulfat
(2) 3'-fosfoadenilil sulfat + taurolithoholat {\displaystyle \rightleftharpoons } adenozin 3',5'-bisfosfat + taurolithoholat sulfat
Formiranje sulfat estara žučne kiseline je esencijalni korak u prevenciji toksičnosti monohidroksi žučne kiseline kod mnogih vrsta.

## Literatura
- Nicholas C. Price; Lewis Stevens (1999). Fundamentals of Enzymology: The Cell and Molecular Biology of Catalytic Proteins (Third изд.). USA: Oxford University Press. ISBN 019850229X.
- Eric J. Toone (2006). Advances in Enzymology and Related Areas of Molecular Biology, Protein Evolution (Volume 75 изд.). Wiley-Interscience. ISBN 0471205036.
- Branden C; Tooze J. Introduction to Protein Structure. New York, NY: Garland Publishing. ISBN 0-8153-2305-0.
- Irwin H. Segel. Enzyme Kinetics: Behavior and Analysis of Rapid Equilibrium and Steady-State Enzyme Systems (Book 44 изд.). Wiley Classics Library. ISBN 0471303097.

## Spoljašnje veze
- Bile-salt+sulfotransferase на 